# أغنيس فرنسا (1260-1325)
ولدت في 1260، توفيت في 19 ديسمبر 1325 كانت قرين duchesse consort de Bourgogne من 1271 إلى 1306. كانت ابنة لويس التاسع (1214-1270)، ملك فرنسا (1226-1270) ومارغريت بروفانس في (1221 -1295).

## روابط خارجية
- Notice par Anne-Hélène Allirot, in Dictionnaire des femmes de l'Ancienne France, SIEFAR, 2004.